# Jukari Kawasaki
Jukari Kawasaki, japonska lokostrelka, * 14. december 1976.
Sodelovala je na lokostrelskem delu poletnih olimpijskih igrah leta 2004, kjer je osvojila 63. mesto v individualni in 14. mesto v ekipni konkurenci.